# 小行星5526
小行星5526（5526 Kenzo）是一颗围绕太阳公转的小行星。1991年10月18日，浦田武在清水町发现了此天体。
該小行星以日本天文學家鈴木憲藏命名。
这颗小行星的绝对星等为152.02583等。